# Rafael Acevedo
Rafael Antonio Acevedo Porras (4 de mayo de 1954, Sogamoso, Boyacá) es un ex ciclista de ruta colombiano que compitió en las décadas de 1970 y 1980, profesional de 1985 a 1989. Solo actuó en un equipo profesional.
En 1981, disputó junto a un equipo nacional el Tour de l'Avenir, terminando en la 9.º casilla. Al año siguiente, terminó esta misma competencia en 6.º lugar y se ubicó segundo en una etapa, detrás del futuro vencedor de la prueba, Greg LeMond, ganando la clasificación de los premios de montaña.
Compitió por primera vez en el Tour de Francia en 1984, terminando en el puesto 12.º como primer colombiano, ocupando el 5.º puesto en el ascenso al Alpe d'Huez. Suegro del también ciclista Miguel Ángel López, ha protagonizado diversas polémicas.

## Equipos[5]
- Aficionado :
  - 1984 :  Colombia - Pilas Varta
- Profesionales :
  - 1985 :  Pilas Varta - Café de Colombia - Mavic
  - 1986 :  Café de Colombia - Pilas Varta
  - 1987 :  Pilas Varta - Café de Colombia
  - 1988 :  Café de Colombia
  - 1989 :  Café de Colombia - Mavic

## Palmarés
- Vuelta a Colombia
  - 1 ascenso al podio (2.º en 1982).[6]
  - 5 victorias de etapa en 1979, 1980, 1981 y 1982.[7]

## Resultados en lasgrandes vueltas
| Carrera         | 1984 | 1985 | 1986 | 1987 | 1988 |
| Tour de Francia | 12.º | 43.º | Ab.  | 18.º | -    |
| Giro de Italia  | -    | 42.º | -    | -    | -    |
| Vuelta a España | -    | -    | 44.º | -    | Ab.  |

-: no participa 

## Resultados en campeonatos

### Campeonato Mundial de Ciclismo en Ruta
1 participación.
- 1986 : Abandono.

### Campeonato Mundial de Ciclismo en Ruta Aficionado
2 participations.
- 1981 : 28.º en la clasificación final.
- 1983 : 27.º en la clasificación final.